# Epe (Nigeria)
Epe es una de las 20 áreas de gobierno local en el Estado de Lagos, Nigeria.
Epe se sitúa aproximadamente a 89 kilómetros al noreste de Lagos. Epe es una ciudad localizada en un leve aumento de las tierras que van de entre 30 a 60 metros de altitud sobre el nivel del mar, bordeando las costa pacífica y la laguna de Lekki.

## Geografía
El actual área del gobierno local de Epe limita en el Este con la recién creadas Ijebu-este e Ijebu-sur (gobiernos locales del Estado de Ogun), en el oeste con el gobierno local de Ikorodu, en el Norte con el gobierno local de Odo-Ogbolu (Estado de Ogun),y en el sur con el gobierno local de Ibeju Lekki.

## Demografía
El Área del Gobierno Local De Epe tiene 111,464 habitantes en el 2007, y en su área urbana tiene 89,032 personas.